# David Konecký
David Konecký (* 1977) je český diplomat, od srpna 2024 velvyslanec ČR při NATO.

## Život
Vystudoval mezinárodní politiku a vztahy na Vysoké škole ekonomické v Praze (získal titul Ing.) a Univerzitě Karlově v Praze (získal titul Mgr.). Je držitelem titulu Ph.D. v mezinárodní ekonomice a zahraniční politice.
Je kariérním diplomatem na Ministerstvu zahraničních věcí ČR (MZV ČR). Od roku 2002 se jeho kariéra zaměřuje na evropské a euroatlantické záležitosti s důrazem na bezpečnostní politiku. Působil jako český velvyslanec při Politickém a bezpečnostním výboru EU v Bruselu, ředitel odboru společné zahraniční a bezpečnostní politiky EU v Praze a vedoucí politické sekce české delegace NATO v Bruselu.
Od března 2018 zastával pozici zahraničněpolitického ředitele MZV ČR. V minulosti řídil odbor společné zahraniční a bezpečnostní politiky EU. V říjnu 2023 byl jmenován do funkce vrchního ředitele sekce bezpečnostní a multilaterální.
Od srpna 2024 se stal velvyslancem ČR při NATO, ve funkci vystřídal Jakuba Landovského.
David Konecký hovoří anglicky, francouzsky a německy.